# Lombok-Erdbeben vom Juli 2018
Das Lombok-Erdbeben vom Juli 2018 war ein sehr flaches Erdbeben am Morgen des 29. Juli 2018 mit der Momenten-Magnitude Mw 6,4, das die indonesische Insel Lombok traf. Das Hypozentrum des Bebens befand sich in 14 km Tiefe unter dem Distrikt Sembalun im Regierungsbezirk Ost-Lombok. Nach Behördenangaben wurden durch die Auswirkungen des Erdbebens 20 Personen getötet und 401 weitere verletzt.
Das Erdbeben war das Vorbeben des stärkeren Lombok-Erdbebens vom 5. August 2018 mit der Magnitude Mw 6,9.
Das Erdbeben löste Erdrutsche aus, durch die wiederum eine große Zahl von Wanderern auf dem Vulkan Rinjani abgeschnitten waren. Die Behörden gaben am 1. August bekannt, dass 1226 Personen von dem Berg gerettet wurden, 700 davon Ausländer aus insgesamt 26 Staaten.

## Erdbeben
Das Erdbeben ereignete sich am Sonntag um 06:47 Uhr Ortszeit in der geringen Tiefe von 6,4 km. Betroffene Bewohner berichteten über schwere Erschütterungen in der Nähe des Epizentrums und dass zahlreiche Bauwerke einstürzten. Dutzende von Wohnbauten wurden zerstört und verbreitet wurden Sachschäden gemeldet. Die Erdstöße dauerten zehn bis zwanzig Sekunden. Das Erdbeben wurde gefühlt bis nach Denpasar auf Bali. Im Regierungsbezirk Karangasem, Bali, stürzte ein Tempel ein und ein Amtsgebäude wurde beschädigt.
Die nationalen Katastrophenschutzbehörde BNPB bestätigte 564 Nachbeben bis 4. August, wobei das stärkste Nachbeben eine Magnitude von 5,7 Mw aufwies.

## Folgen
Unmittelbar nach dem Erdbeben kam es auf Lombok verbreitet zu Stromausfällen und die Telekommunikation brach zusammen. Das nationale Stromversorgungsunternehmen Perusahaan Listrik Negara (PLN) kündigte an, dass es im Osten der Insel die Stromversorgung vorübergehend abschalten würde, um die Schäden festzustellen. Kurz darauf kündigte PLN an, innerhalb von wenigen Stunden die normale Stromversorgung wiederherzustellen.
Nach Behördenangaben vom 29. Juli traten im Osten Lomboks die stärksten Schäden auf, vor allem in den Distrikten Sembalun und Sambelia. Für die Obdachlosen wurden hunderte von Zelten errichtet.
Nach Angaben von BNPB wurden über 1000 Gebäude auf Lombok beschädigt oder zerstört. Die Indonesische Behörde für Meteorologie, Klimatologie und Geophysik (BMKG) rief die Bevölkerung auf, nicht in die Häuser zurückzukehren, weil in den folgenden Tagen Nachbeben erwartet wurden.
Das Erdbeben löste im Norden des Rinjani Erdrutsche aus, wovon auch die Strecken betroffen waren, die von Wandertouristen am Berg verwendet werden. Die Behörden sagten am 29. Juli, dass 826 Wanderer abgeschnitten waren und auf ihre Rettung warteten.
Die Regierung schloss sofort den Zugang zum Rinjani-Nationalpark und verbot das Wandern und andere Aktivitäten in dem Gebiet, weil Erdrutsche befürchtet wurden. Der indonesische Präsident Joko Widodo, der schon vor dem Erdbeben einen Besuch auf Lombok geplant hatte, wies Muhammad Zainul Majdi, den Gouverneur von West Nusa Tenggara an, sofort Such- und Rettungskräfte in das betroffene Gebiet zu entsenden.
In Selong, dem Hauptort von Ost-Lombok, wurden Dutzende von Patienten aus dem regionalen Krankenhaus evakuiert, während in Sembalun ein Gesundheitszentrum stark beschädigt wurde.

## Opfer
Die Behörden bestätigten, dass eine Touristin aus Malaysia durch eine einstürzende Mauer erschlagen wurde. Insgesamt wurden 20 Personen durch die Auswirkungen des Erdbebens getötet.

## Belege
1. ↑  M 6.4 - 5km WNW of Obelobel, Indonesia. United States Geological Survey, 28. Juli 2018, abgerufen am 9. September 2018 (englisch).
2. 1 2  Korban Jiwa Gempa Lombok Bertambah Jadi 20 Orang. In: liputan6.com. 5. August 2018, abgerufen am 9. September 2018 (indonesisch).
3. ↑   Asia Pacific: Multiple disasters affect millions in the region In: ReliefWeb, UN-Nothilfekoordinator (OCHA). Abgerufen am 2. August 2018 (englisch).
4. ↑   BMKG Nyatakan Gempa Lombok Magnitudo 7 sebagai yang Utama dari Gempa Pekan Lalu In: KOMPAS, 5. August 2018. Abgerufen am 6. August 2018 (indonesisch).
5. ↑  Total 723 WNA Turun Gunung Rinjani Pasca-Gempa Lombok. CNN Indonesia, abgerufen am 6. August 2018 (indonesisch).
6. ↑  Gempa Lombok: Semua pendaki yang terjebak di Gunung Rinjani sudah dievakuasi. BBC, abgerufen am 6. August 2018 (indonesisch).
7. ↑  10 Detik Gempa 6,4 SR Mengguncang Lombok, Sejumlah Bangunan Dilaporkan Rusak. Tribun News, 29. Juli 2018, abgerufen am 7. August 2018 (indonesisch).
8. ↑  Gempa Lombok Terasa Hingga Sumbawa dan Bali. Kompas, 29. Juli 2018, abgerufen am 7. August 2018 (indonesisch).
9. ↑  Gempa Lombok Timur Terasa Hingga de Bali, BNPB: Ada korban jiwa. Mojok, 29. Juli 2018, abgerufen am 7. August 2018 (indonesisch).
10. ↑  Dampak Gempa Lombok, Pura di Karangasem Bali Roboh. Okezone, 29. Juli 2018, abgerufen am 7. August 2018 (indonesisch).
11. ↑  Aji Bramastra: Sebanyak 564 Gempa Susulan Guncang Lombok Hingga Sabtu, 4 Agustus 2018. In: Tribun News. 4. August 2018, abgerufen am 9. September 2018 (indonesisch).
12. ↑  Indonesia earthquake: 10 dead on tourist island Lombok. British Broadcasting Corporation, 29. Juli 2018, abgerufen am 8. August 2018 (englisch).
13. ↑  Ada Gempa, PLN Padamkan Sebagian Wilayah NTB. Detik, abgerufen am 11. August 2018 (indonesisch).
14. ↑  Gempa Guncang NTB, Infrastruktur Listrik Aman. Detik, abgerufen am 11. August 2018 (indonesisch).
15. ↑  Korban gempa NTB sementara dirawat di tenda pengungsian. Antara, 29. Juli 2018, abgerufen am 11. August 2018 (indonesisch).
16. ↑  Gempa Lombok: Setidaknya 14 orang meninggal dunia, 162 orang luka-luka, 1.000 lebih rumah rusak. British Broadcasting Corporation, abgerufen am 11. August 2018 (indonesisch).
17. ↑  BMKG Imbau Masyarakat Tenang dan Waspada Gempa Susulan di Lombok. In: Tribun News. 30. Juli 2018, abgerufen am 11. August 2018 (indonesisch).
18. ↑  Gempa Lombok, Banyak Pendaki Gunung Rinjani Diduga Menjadi Korban. Tempo, 29. Juli 2018, abgerufen am 8. August 2018 (indonesisch).
19. ↑  Gempa Lombok, 826 Wisatawan di Sembalun Menunggu Evakuasi. Kabar24, 29. Juli 2018, abgerufen am 8. August 2018 (indonesisch).
20. ↑  Pendakian ke Gunung Rinjani Ditutup Sementara Menyusul Longsor akibat Gempa di Lombok. Tribun News, 29. Juli 2018, abgerufen am 11. August 2018 (indonesisch).
21. ↑  Jokowi Tetap Kunjungi NTB Meski Sempat Diguncang Gempa 6,4 SR. Detik, abgerufen am 11. August 2018 (indonesische).
22. ↑  TGB: Jokowi Instruksikan BNPB Tangani Dampak Gempa di NTB. Detik, abgerufen am 11. August 2018 (indonesische).
23. ↑  Gempa NTB-Bali: Pasien RSUD Selong Lombok Evakuasi Diri. Tirto, 29. Juli 2018, abgerufen am 8. August 2018 (indonesisch).
24. ↑  Gempa Lombok, 1 Turis Malaysia Tewas. Kompas, 29. Juli 2018, abgerufen am 11. August 2018 (indonesisch).